# Kanton Doulevant-le-Château
Doulevant-le-Château is een voormalig kanton van het Franse departement Haute-Marne. Het kanton maakte deel uit van het arrondissement Saint-Dizier. Het werd opgeheven bij decreet van 17 februari 2014, met uitwerking op 22 maart 2015. Alle gemeenten werden toegevoegd aan het kanton Joinville.

## Gemeenten
Het kanton Doulevant-le-Château omvatte de volgende gemeenten:
- Ambonville
- Arnancourt
- Baudrecourt
- Beurville
- Blumeray
- Bouzancourt
- Brachay
- Charmes-en-l'Angle
- Charmes-la-Grande
- Cirey-sur-Blaise
- Courcelles-sur-Blaise
- Dommartin-le-Saint-Père
- Doulevant-le-Château (hoofdplaats)
- Flammerécourt
- Leschères-sur-le-Blaiseron
- Mertrud
- Nully
- Trémilly